# Perdasdefogu
Perdasdefogu är en ort och kommun i provinsen Nuoro i regionen Sardinien i Italien. Kommunen hade 1 881 invånare (2017).